# شهرستان اسکولکرافت
شهرستان اسکولکرافت (به انگلیسی: Schoolcraft County) یک منطقهٔ مسکونی در ایالات متحده آمریکا است که در میشیگان واقع شده‌است. شهرستان اسکولکرافت ۴٬۸۷۹٫۵۶ کیلومتر مربع مساحت دارد.